# Ekaterina Makarova
Ekaterina Valer'evna Makarova (in russo Екатерина Валерьевна Макарова?; Mosca, 7 giugno 1988) è un'ex tennista russa.
Specialista in doppio femminile, è stata la numero uno del mondo, ha vinto tre prove Slam, le WTA Finals e la medaglia d'oro olimpica in coppia con Elena Vesnina. Si è aggiudicata anche il torneo di doppio misto agli US Open del 2012.
La sua migliore posizione in singolare è stata la 8ª, raggiunta il 6 aprile 2015, in seguito agli ottimi risultati della stagione precedente, tra cui la semifinale raggiunta agli US Open, e ad un'altra semifinale Slam agli Australian Open 2015.

## Biografia
È allenata da Evgenia Manyukova, e viaggia anche insieme alla madre Olga. Il padre si chiama Valery, ha un fratello di nome Andrey. È stata introdotta al tennis all'età di 6 anni, ha iniziato a giocare al Club Luzhniki. Si definisce una tennista da fondo campo, le superfici che predilige sono il cemento e l'erba. Parla russo e inglese. Le piace la musica pop, la sua cantante preferita è Rihanna. Il cibo che preferisce è la pizza mentre la bevanda preferita è il succo di mela. Le piace anche ballare, passare tempo con la famiglia e gli amici, e fare shopping. Ammira particolarmente Anastasija Myskina e Roger Federer. Il torneo che preferisce è lo US Open.

## Carriera
La sua carriera professionistica inizia nel 2003 dove comincia a giocare i suoi primi tornei ITF. Nel circuito ITF ha vinto tre titoli in singolare e nove in doppio.
Negli Slam è arrivata nei quarti per due volte agli Australian Open nel 2012 e 2013, agli ottavi agli Open di Francia nel 2011, i quarti di finale al Torneo di Wimbledon nel 2014, e i quarti agli US Open nel 2013. In doppio ha vinto il Roland Garros nel 2013 insieme ad Elena Vesnina. Le due hanno anche raggiunto la finale in Australia nel 2014. Nel 2009 ha fatto anche semifinale agli US Open, mentre a Wimbledon ha raggiunto i quarti in tre occasioni.
Il 2 maggio 2009 perde la sua prima finale WTA della carriera a Fès perdendo dalla spagnola Anabel Medina Garrigues per 0-6, 1-6.
Il 9 maggio 2009 perde la seconda finale della carriera all'Estoril contro la belga Yanina Wickmayer con il punteggio di 5-7, 2-6.
Il 19 giugno 2010 vince il suo primo torneo WTA Premier della carriera a Eastbourne battendo in finale la bielorussa Viktoryja Azaranka per 7–6(5), 6-4.
Il 2014 si avvia bene per la russa. Ottiene ottimi risultati in doppio con Elena Vesnina ove riesce a ottenere il suo miglior risultato finora negli Australian Open conquistando la finale ma non riuscendo a vincere.
Conquista il 2 febbraio 2014 il suo secondo titolo WTA a Pattaya battendo in finale Karolína Plíšková con lo score di 6-3, 7–6(7).

## Statistiche WTA

### Singolare

#### Vittorie (3)
| Legenda               |
| --------------------- |
| Grande Slam (0)       |
| Ori Olimpici (0)      |
| WTA Finals (0)        |
| Premier Mandatory (0) |
| Premier 5 (0)         |
| Premier (1)           |
| International (2)     |

| N. | Data            | Torneo                          | Superficie | Avversaria in finale | Punteggio        |
| 1. | 19 giugno 2010  | AEGON International, Eastbourne | Erba       | Viktoryja Azaranka   | 7-6(5), 6-4      |
| 2. | 2 febbraio 2014 | PTT Pattaya Open, Pattaya       | Cemento    | Karolína Plíšková    | 6-3, 7-6(7)      |
| 3. | 6 agosto 2017   | Citi Open, Washington           | Cemento    | Julia Görges         | 3-6, 7-6(2), 6-0 |

#### Sconfitte (2)
| Legenda               |
| --------------------- |
| Grande Slam (0)       |
| Argenti Olimpici (0)  |
| WTA Finals (0)        |
| Premier Mandatory (0) |
| Premier 5 (0)         |
| Premier (0)           |
| International (2)     |

| N. | Data          | Torneo                                        | Superficie  | Avversaria in finale    | Punteggio |
| 1. | 2 maggio 2009 | Grand Prix SAR La Princesse Lalla Meryem, Fès | Terra rossa | Anabel Medina Garrigues | 0-6, 1-6  |
| 2. | 9 maggio 2009 | Estoril Open, Estoril                         | Terra rossa | Yanina Wickmayer        | 5-7, 2-6  |

### Doppio

#### Vittorie (15)
| Legenda               |
| --------------------- |
| Grande Slam (3)       |
| Ori Olimpici (1)      |
| WTA Finals (1)        |
| Premier Mandatory (3) |
| Premier 5 (4)         |
| Premier (2)           |
| International (1)     |

| N.  | Data             | Torneo                                        | Superficie  | Compagna            | Avversarie in finale                 | Punteggio        |
| 1.  | 2 maggio 2009    | Grand Prix SAR La Princesse Lalla Meryem, Fès | Terra rossa | Alisa Klejbanova    | Sorana Cîrstea Marija Kirilenko      | 6-2, 6-2         |
| 2.  | 6 ottobre 2012   | China Open, Pechino                           | Cemento     | Elena Vesnina       | Nuria Llagostera Vives Sania Mirza   | 7-5, 7-5         |
| 3.  | 21 ottobre 2012  | Kremlin Cup, Mosca                            | Cemento (i) | Elena Vesnina       | Marija Kirilenko Nadia Petrova       | 6-3, 1-6, [10-8] |
| 4.  | 16 marzo 2013    | BNP Paribas Open, Indian Wells                | Cemento     | Elena Vesnina       | Nadia Petrova Katarina Srebotnik     | 6-0, 5-7, [10-6] |
| 5.  | 9 giugno 2013    | Open di Francia, Parigi                       | Terra rossa | Elena Vesnina       | Sara Errani Roberta Vinci            | 7-5, 6-2         |
| 6.  | 6 settembre 2014 | US Open, New York                             | Cemento     | Elena Vesnina       | Flavia Pennetta Martina Hingis       | 2-6, 6-3, 6-2    |
| 7.  | 31 luglio 2016   | Rogers Cup, Montréal                          | Cemento     | Elena Vesnina       | Simona Halep Monica Niculescu        | 6–3, 7–6(5)      |
| 8.  | 14 agosto 2016   | Giochi Olimpici, Rio de Janeiro               | Cemento     | Elena Vesnina       | Timea Bacsinszky Martina Hingis      | 6-4, 6-4         |
| 9.  | 30 ottobre 2016  | WTA Finals, Singapore                         | Cemento (i) | Elena Vesnina       | Bethanie Mattek-Sands Lucie Šafářová | 7-6(5), 6-3      |
| 10. | 25 febbraio 2017 | Dubai Tennis Championships, Dubai             | Cemento     | Elena Vesnina       | Andrea Hlaváčková Peng Shuai         | 6-2, 4-6, [10-7] |
| 11. | 15 luglio 2017   | Torneo di Wimbledon, Londra                   | Erba        | Elena Vesnina       | Chan Hao-ching Monica Niculescu      | 6-0, 6-0         |
| 12. | 13 agosto 2017   | Rogers Cup, Toronto (2)                       | Cemento     | Elena Vesnina       | Anna-Lena Grönefeld Květa Peschke    | 6-0, 6-4         |
| 13. | 12 maggio 2018   | Mutua Madrid Open, Madrid                     | Terra rossa | Elena Vesnina       | Tímea Babos Kristina Mladenovic      | 2-6, 6-4, [10-8] |
| 14. | 18 agosto 2018   | Western & Southern Open, Cincinnati           | Cemento     | Lucie Hradecká      | Elise Mertens Demi Schuurs           | 6-2, 7-5         |
| 15. | 3 febbraio 2019  | St. Petersburg Ladies Trophy, San Pietroburgo | Cemento (i) | Margarita Gasparjan | Anna Kalinskaja Viktória Kužmová     | 7-5, 7-5         |

#### Sconfitte (21)
| Legenda: Prima del 2009 | Legenda: Dal 2009     |
| ----------------------- | --------------------- |
| Grande Slam (4)         |                       |
| Argenti Olimpici (0)    |                       |
| WTA Finals (1)          |                       |
| Tier I (0)              | Premier Mandatory (6) |
| Tier II (0)             | Premier 5 (5)         |
| Tier III (0)            | Premier (2)           |
| Tier IV (2)             | International (1)     |

| N.  | Data             | Torneo                                        | Superficie  | Compagna         | Avversarie in finale                           | Punteggio           |
| 1.  | 4 maggio 2008    | Grand Prix SAR La Princesse Lalla Meryem, Fès | Terra rossa | Alisa Klejbanova | Sorana Cîrstea Anastasija Pavljučenkova        | 3-6, 6-2, [8-10]    |
| 2.  | 27 luglio 2008   | Banka Koper Slovenia Open, Portorose          | Cemento     | Vera Duševina    | Anabel Medina Garrigues Virginia Ruano Pascual | 4-6, 1-6            |
| 3.  | 10 ottobre 2009  | China Open, Pechino                           | Cemento     | Alla Kudrjavceva | Hsieh Su-wei Shuai Peng                        | 3-6, 1-6            |
| 4.  | 13 febbraio 2011 | Open GDF Suez, Parigi                         | Cemento (i) | Vera Duševina    | Bethanie Mattek-Sands Meghann Shaughnessy      | 4-6, 2-6            |
| 5.  | 25 ottobre 2011  | BGL Luxembourg Open, Lussemburgo              | Cemento (i) | Lucie Hradecká   | Iveta Benešová Barbora Záhlavová-Strýcová      | 5-7, 3-6            |
| 6.  | 13 maggio 2012   | Mutua Madrid Open, Madrid                     | Terra blu   | Elena Vesnina    | Sara Errani Roberta Vinci                      | 1-6, 6-3, [4-10]    |
| 7.  | 20 maggio 2012   | Internazionali BNL d'Italia, Roma             | Terra rossa | Elena Vesnina    | Sara Errani Roberta Vinci                      | 2-6, 5-7            |
| 8.  | 27 ottobre 2013  | WTA Championships, Istanbul                   | Cemento (i) | Elena Vesnina    | Peng Shuai Hsieh Su-wei                        | 4-6, 5-7            |
| 9.  | 24 gennaio 2014  | Australian Open, Melbourne                    | Cemento     | Elena Vesnina    | Sara Errani Roberta Vinci                      | 4-6, 6-3, 5-7       |
| 10. | 30 marzo 2014    | Sony Open, Miami                              | Cemento     | Elena Vesnina    | Martina Hingis Sabine Lisicki                  | 6-4, 4-6, [5-10]    |
| 11. | 21 marzo 2015    | BNP Paribas Open, Indian Wells                | Cemento     | Elena Vesnina    | Martina Hingis Sania Mirza                     | 3-6, 4-6            |
| 12. | 4 aprile 2015    | Miami Open, Miami (2)                         | Cemento     | Elena Vesnina    | Martina Hingis Sania Mirza                     | 5-7, 1-6            |
| 13. | 11 luglio 2015   | Torneo di Wimbledon, Londra                   | Erba        | Elena Vesnina    | Martina Hingis Sania Mirza                     | 7-5, 6(4)-7, 5-7    |
| 14. | 15 maggio 2016   | Internazionali BNL d'Italia, Roma (2)         | Terra rossa | Elena Vesnina    | Martina Hingis Sania Mirza                     | 1-6, 7-6(5), [3-10] |
| 15. | 5 giugno 2016    | Open di Francia, Parigi                       | Terra rossa | Elena Vesnina    | Caroline Garcia Kristina Mladenovic            | 3-6, 6-2, 4-6       |
| 16. | 7 gennaio 2017   | Brisbane International, Brisbane              | Cemento     | Elena Vesnina    | Bethanie Mattek-Sands Sania Mirza              | 2-6, 3-6            |
| 17. | 21 maggio 2017   | Internazionali BNL d'Italia, Roma (3)         | Terra rossa | Elena Vesnina    | Chan Yung-jan Martina Hingis                   | 5-7, 6(4)-7         |
| 18. | 26 gennaio 2018  | Australian Open, Melbourne (2)                | Cemento     | Elena Vesnina    | Tímea Babos Kristina Mladenovic                | 4-6, 3-6            |
| 19. | 17 marzo 2018    | BNP Paribas Open, Indian Wells (2)            | Cemento     | Elena Vesnina    | Hsieh Su-wei Barbora Strýcová                  | 4-6, 4-6            |
| 20. | 12 agosto 2018   | Rogers Cup, Montréal                          | Cemento     | Latisha Chan     | Ashleigh Barty Demi Schuurs                    | 6-4, 3-6, [8-10]    |
| 21. | 23 febbraio 2019 | Dubai Tennis Championships, Dubai             | Cemento     | Lucie Hradecká   | Su-wei Hsieh Barbora Strýcová                  | 4-6, 4-6            |

### Doppio misto

#### Vittorie (1)
| Tornei del Grande Slam  |
| ----------------------- |
| Australian Open (0)     |
| Open di Francia (0)     |
| Torneo di Wimbledon (0) |
| US Open (1)             |

| N. | Anno             | Torneo            | Superficie | Compagno     | Avversari in finale            | Punteggio            |
| 1. | 7 settembre 2012 | US Open, New York | Cemento    | Bruno Soares | Květa Peschke Marcin Matkowski | 6(8)–7, 6-1, [12-10] |

#### Sconfitte (1)
| Tornei del Grande Slam  |
| ----------------------- |
| Australian Open (1)     |
| Open di Francia (0)     |
| Torneo di Wimbledon (0) |
| US Open (0)             |

| N. | Anno            | Torneo                     | Superficie | Compagno          | Avversari in finale     | Punteggio |
| 1. | 31 gennaio 2010 | Australian Open, Melbourne | Cemento    | Jaroslav Levinský | Cara Black Leander Paes | 5-7, 3-6  |

## Statistiche ITF

### Singolare

#### Vittorie (3)
| Torneo $100.000 (0) |
| Torneo $80.000 (0)  |
| Torneo $75.000 (0)  |
| Torneo $60.000 (0)  |
| Torneo $50.000 (0)  |
| Torneo $25.000 (1)  |
| Torneo $15.000 (0)  |
| Torneo $10.000 (2)  |

| N. | Data           | Torneo                              | Superficie  | Avversaria      | Punteggio        |
| 1. | 22 maggio 2004 | ITF Women's Circuit Antalya, Adalia | Terra rossa | Kateryna Herth  | 6-3, 6-3         |
| 2. | 15 agosto 2004 | Ilie Nastase Trophy, Targu Mureş    | Terra rossa | Simona Matei    | 6-1, 6-1         |
| 3. | 3 aprile 2007  | Spring Cup, Mosca                   | Cemento (i) | Evgenija Rodina | 6-4, 6(6)-7, 6-3 |

### Doppio

#### Vittorie (7)
| Torneo $100.000 (0) |
| Torneo $80.000 (0)  |
| Torneo $75.000 (0)  |
| Torneo $60.000 (0)  |
| Torneo $50.000 (2)  |
| Torneo $25.000 (5)  |
| Torneo $15.000 (0)  |
| Torneo $10.000 (0)  |

| No. | Data             | Torneo                                                         | Superficie    | Partner                 | Rivali in finale                           | Risultato        |
| 1.  | 29 agosto 2004   | Multisport Cup, Mosca                                          | Terra rossa   | Ekaterina Kosminskaja   | Renata Kucerkova Michaela Michalkova       | 3-6, 6-3, 6-4    |
| 2.  | 26 marzo 2006    | Neva Cup, San Pietroburgo                                      | Cemento (i)   | Nina Bratčikova         | Ekaterina Kosminskaja Alla Kudrjavceva     | 7-6(2), 6-2      |
| 3.  | 13 febbraio 2006 | Internazionali della Franciacorta, Capriolo                    | Sintetico (i) | Dar'ja Kustova          | Margalita Čachnašvili Ekaterina Ivanova    | 6-2, 6-4         |
| 4.  | 1º maggio 2006   | Torneo Internacional Ciutat de Torrent, Torrent                | Terra rossa   | Gabriela Velasco Andreu | Sílvia Soler Espinosa Carla Suárez Navarro | 6-4, 6-2         |
| 5.  | 27 agosto 2006   | Multisport Cup, Mosca                                          | Terra rossa   | Marija Kondrat'eva      | Mihaela Buzărnescu Evgenija Rodina         | 4-6, 6-4, 6-1    |
| 6.  | 7 novembre 2006  | Belarus Ladies Open, Minsk                                     | Sintetico (i) | Dar'ja Kustova          | Kacjaryna Dzehalevič Evgenija Rodina       | 6-4, 6-4         |
| 7.  | 4 giugno 2007    | Summer Cup, Mosca                                              | Terra rossa   | Alisa Klejbanova        | Ekaterina Afinogenova Oksana Uzhylovska    | 6-3, 6(4)-7, 6-3 |
| 8.  | 9 luglio 2007    | International Country Cuneo, Cuneo                             | Terra rossa   | Dar'ja Kustova          | Julija Bejhel'zymer Margalita Čachnašvili  | 6-2, 2-6, 6-2    |
| 9.  | 21 ottobre 2007  | Open International de la Ville de Saint Raphael, Saint-Raphaël | Cemento (i)   | Lilia Osterloh          | Margalita Čachnašvili Ksenija Milevskaja   | 6-2, 6-2         |

## Risultati in progressione
| Sigla | Risultato               |
| ----- | ----------------------- |
| V     | Vincitore               |
| F     | Finalista               |
| SF    | Semifinalista           |
| O     | Oro olimpico            |
| A     | Argento olimpico        |
| SF    | Bronzo olimpico         |
| QF    | Quarti di Finale        |
| 4T    | Quarto turno            |
| 3T    | Terzo turno             |
| 2T    | Secondo turno           |
| 1T    | Primo turno             |
| RR    | Round Robin             |
| LQ    | Turno di qualificazione |
| A     | Assente                 |
| ND    | Non disputato           |

| Legenda superfici    |
| -------------------- |
| Cemento              |
| Terra battuta        |
| Erba                 |
| Superficie variabile |

- Aggiornato a Dubai 2019.

### Singolare
| Tornei del Grande Slam    |               |               |               |               |                 |                 |                 |                 |                 |               |                 |                 |                 |                 |                 |         |         |
| Australian Open           | A             | A             | A             | 3T            | 2T              | 2T              | 4T              | QF              | QF              | 4T            | SF              | 4T              | 4T              | 1T              | 1T              | 0 / 12  | 29–12   |
| Open di Francia           | A             | A             | Q2            | 2T            | 1T              | 1T              | 4T              | 1T              | 1T              | 3T            | 4T              | 2T              | 2T              | 2T              |                 | 0 / 11  | 12–11   |
| Wimbledon                 | A             | A             | Q3            | 1T            | 2T              | 2T              | 1T              | 2T              | 3T              | QF            | 2T              | 4T              | 2T              | 4T              |                 | 0 / 11  | 17–11   |
| US Open                   | Q2            | A             | 3T            | 3T            | 1T              | 1T              | 1T              | 3T              | QF              | SF            | 4T              | 1T              | 3T              | 3T              |                 | 0 / 12  | 22–12   |
| Vittorie-sconfitte        | 0–0           | 0–0           | 2–1           | 5–4           | 2–4             | 2–4             | 6–4             | 7–4             | 10–4            | 14–4          | 12-4            | 7-4             | 7-4             | 6-4             | 0-1             | 0 / 46  | 80–46   |
| Tornei di fine anno       |               |               |               |               |                 |                 |                 |                 |                 |               |                 |                 |                 |                 |                 |         |         |
| WTA Tour Championships    | A             | A             | A             | A             | A               | A               | A               | A               | A               | A             | A               | A               | A               | A               | A               | 0 / 0   | 0–0     |
| Tournament of Champions   | Non disputato | Non disputato | Non disputato | Non disputato | Non qualificata | Non qualificata | Non qualificata | Non qualificata | Non qualificata | RR            | Non qualificata | Non qualificata | Non qualificata | Non qualificata | Non qualificata | 0 / 1   | 0–2     |
| WTA Premier Mandatory     |               |               |               |               |                 |                 |                 |                 |                 |               |                 |                 |                 |                 |                 |         |         |
| Indian Wells              | A             | A             | A             | 2T            | 2T              | 1T              | 2T              | 2T              | 2T              | 3T            | 3T              | 3T              | 1T              | 2T              |                 | 0 / 11  | 11–11   |
| Miami                     | A             | A             | A             | 1T            | 4T              | 2T              | 3T              | 4T              | 2T              | 4T            | 4T              | QF              | 2T              | 2T              |                 | 0 / 11  | 17–11   |
| Madrid                    | Non disputato | Non disputato | Non disputato | Non disputato | A               | Q2              | 2T              | 3T              | QF              | 1T            | 1T              | 2T              | 1T              | 1T              |                 | 0 / 8   | 7–8     |
| Pechino                   | Tier II       | Tier II       | Tier II       | Tier II       | 2T              | 1T              | 1T              | 2T              | A               | 3T            | A               | 2T              | 2T              | 1T              |                 | 0 / 8   | 6–8     |
| WTA Premier 5             |               |               |               |               |                 |                 |                 |                 |                 |               |                 |                 |                 |                 |                 |         |         |
| Dubai                     | Tier II       | Tier II       | Tier II       | Tier II       | 1T              | 1T              | 1T              | Non Premier 5   | Non Premier 5   | Non Premier 5 | QF              | NP5             | 3T              | NP5             | 1T              | 0 / 6   | 5–6     |
| Doha                      | Tier II       | Tier II       | Tier II       | 1T            | Non disputato   | Non disputato   | NP5             | A               | 2T              | A             | NP5             | 1T              | NP5             | 2T              | NP5             | 0 / 4   | 2–4     |
| Roma                      | A             | A             | A             | 2T            | A               | A               | 2T              | 2T              | 1T              | 2T            | 3T              | 2T              | 3T              | A               |                 | 0 / 8   | 8–8     |
| Montréal / Toronto        | A             | A             | A             | A             | 1T              | 2T              | 2T              | 2T              | 2T              | SF            | 2T              | 1T              | 3T              | 1T              |                 | 0 / 10  | 11–10   |
| Cincinnati                | Tier III      | Tier III      | Tier III      | Tier III      | 1T              | Q2              | 2T              | 3T              | 2T              | 2T            | A               | A               | 3T              | 3T              |                 | 0 / 7   | 9–7     |
| Tokyo                     | A             | A             | A             | A             | 1T              | 1T              | A               | 1T              | A               | Non Premier 5 | Non Premier 5   | Non Premier 5   | Non Premier 5   | Non Premier 5   | Non Premier 5   | 0 / 3   | 0–3     |
| Wuhan                     | Non disputato | Non disputato | Non disputato | Non disputato | Non disputato   | Non disputato   | Non disputato   | Non disputato   | Non disputato   | 2T            | A               | 2T              | QF              | 1T              |                 | 0 / 4   | 5–4     |
| Carriera                  | 2005          | 2006          | 2007          | 2008          | 2009            | 2010            | 2011            | 2012            | 2013            | 2014          | 2015            | 2016            | 2017            | 2018            | 2019            | No.     | No.     |
| Tornei giocati            | N.D.          | N.D.          | 2             | 20            | 22              | 21              | 23              | 19              | 18              | 20            | 13              | 20              | 22              | 17              | 3               | 220     | 220     |
| Titoli                    | N.D.          | N.D.          | 0             | 0             | 0               | 1               | 0               | 0               | 0               | 1             | 0               | 0               | 1               | 0               | 0               | 3       | 3       |
| Finali raggiunte          | N.D.          | N.D.          | 0             | 0             | 2               | 1               | 0               | 0               | 0               | 1             | 0               | 0               | 1               | 0               | 0               | 5       | 5       |
| Vittorie-sconfitte totali | N.D.          | N.D.          | 2–2           | 17–20         | 19–22           | 14–21           | 15–23           | 26–19           | 24–18           | 39–21         | 19-13           | 27-19           | 28-21           | 12-19           | 0-3             | 244–219 | 244–219 |
| Ranking di fine anno      | 258           | 264           | 108           | 48            | 60              | 50              | 52              | 20              | 24              | 12            | 23              | 30              | 33              | 59              | 70              | 8       | 8       |

### Doppio misto
| Torneo          | 2009 | 2010 | 2011 | 2012 | 2013 | 2014 | 2015 | 2016 | 2017 | 2018 | 2019 |
| --------------- | ---- | ---- | ---- | ---- | ---- | ---- | ---- | ---- | ---- | ---- | ---- |
| Australian Open | A    | F    | A    | A    | A    | A    | A    | A    | A    | SF   | 1T   |
| Open di Francia | A    | 1T   | QF   | A    | A    | A    | A    | A    | A    | A    |      |
| Wimbledon       | 1T   | 2T   | 1T   | 2T   | A    | A    | A    | A    | 3T   | QF   |      |
| US Open         | A    | A    | A    | V    | A    | A    | A    | A    | A    | A    |      |

## Vittorie contro giocatrici Top 10
| Stagione | 2008 | 2009 | 2010 | 2011 | 2012 | 2013 | 2014 | 2015 | 2016 | 2017 | 2018 | Totale |
| Vittorie | 1    | 1    | 1    | 0    | 2    | 5    | 5    | 1    | 3    | 9    | 4    | 32     |

| #    | Giocatrice              | Ranking | Evento                               | Superficie      | Turno | Punteggio          | Rank. EMR |
| ---- | ----------------------- | ------- | ------------------------------------ | --------------- | ----- | ------------------ | --------- |
| 2008 |                         |         |                                      |                 |       |                    |           |
| 1.   | Anna Čakvetadze         | 9       | US Open, New York                    | Cemento         | 1T    | 1-6, 6-2, 6-3      | 56        |
| 2009 |                         |         |                                      |                 |       |                    |           |
| 2.   | Nadia Petrova           | 9       | Miami Open, Miami                    | Cemento         | 3T    | 7-5, 6-1           | 54        |
| 2010 |                         |         |                                      |                 |       |                    |           |
| 3.   | Samantha Stosur         | 7       | Eastbourne International, Eastbourne | Erba            | SF    | 7-6(5), 7-5        | 100       |
| 2012 |                         |         |                                      |                 |       |                    |           |
| 4.   | Vera Zvonarëva          | 7       | Australian Open, Melbourne           | Cemento         | 3T    | 7-6(7), 6-1        | 56        |
| 5.   | Petra Kvitová (1)       | 4       | Eastbourne International, Eastbourne | Erba            | 1T    | 7-5, 6-4           | 48        |
| 2013 |                         |         |                                      |                 |       |                    |           |
| 6.   | Angelique Kerber (1)    | 5       | Australian Open, Melbourne           | Cemento         | 4T    | 7-5, 6-4           | 19        |
| 7.   | Viktoryja Azaranka      | 3       | Madrid Open, Madrid                  | Terra rossa     | 2T    | 1-6, 6-2, 6-3      | 24        |
| 8.   | Angelique Kerber (2)    | 7       | Eastbourne International, Eastbourne | Erba            | 2T    | 6-3, 6-4           | 25        |
| 9.   | Sara Errani (1)         | 5       | New Haven Open at Yale, New Haven    | Cemento         | 2T    | 7-5, 6-1           | 26        |
| 10.  | Agnieszka Radwańska (1) | 4       | US Open, New York                    | Cemento         | 4T    | 6-4, 6-4           | 25        |
| 2014 |                         |         |                                      |                 |       |                    |           |
| 11.  | Jelena Janković         | 8       | Sydney International, Sydney         | Cemento         | 1T    | 6-4, 6-2           | 23        |
| 12.  | Sara Errani (2)         | 10      | Miami Open, Miami                    | Cemento         | 3T    | 6-3, 2-6, 6-4      | 24        |
| 13.  | Agnieszka Radwańska (2) | 4       | Torneo di Wimbledon, Londra          | Erba            | 4T    | 6-3, 6-0           | 22        |
| 14.  | Petra Kvitová (2)       | 4       | Canadian Open, Montréal              | Cemento         | 3T    | 6-4, 1-6, 6-2      | 19        |
| 15.  | Eugenie Bouchard        | 8       | US Open, New York                    | Cemento         | 4T    | 7-6(2), 6-4        | 18        |
| 2015 |                         |         |                                      |                 |       |                    |           |
| 16.  | Simona Halep (1)        | 3       | Australian Open, Melbourne           | Cemento         | QF    | 6-4, 6-0           | 11        |
| 2016 |                         |         |                                      |                 |       |                    |           |
| 17.  | Petra Kvitová (3)       | 7       | Miami Open, Miami                    | Cemento         | 3T    | 6-4, 6-4           | 31        |
| 18.  | Roberta Vinci           | 7       | Eastbourne International, Eastbourne | Erba            | 2T    | 4-6, 6-4, 6-3      | 39        |
| 19.  | Petra Kvitová (4)       | 10      | Torneo di Wimbledon, Londra          | Erba            | 2T    | 7-5, 7-6(5)        | 35        |
| 2017 |                         |         |                                      |                 |       |                    |           |
| 20.  | Dominika Cibulková (1)  | 6       | Australian Open, Melbourne           | Cemento         | 3T    | 6-2, 6(3)-7, 6-3   | 34        |
| 21.  | Dominika Cibulková (2)  | 5       | Dubai Tennis Championships, Dubai    | Cemento         | 2T    | 6-2, 4-6, 6-2      | 37        |
| 22.  | Agnieszka Radwańska (3) | 8       | Stuttgart Open, Stoccarda            | Terra rossa (i) | 1T    | 6-2, 6-4           | 43        |
| 23.  | Dominika Cibulková (3)  | 5       | Internazionali d'Italia, Roma        | Terra rossa     | 2T    | 1-6, 6-1, 6-3      | 43        |
| 24.  | Angelique Kerber (3)    | 1       | Open di Francia, Parigi              | Terra rossa     | 1T    | 6-2, 6-2           | 40        |
| 25.  | Simona Halep (2)        | 2       | Washington Open, Washington          | Cemento         | QF    | 2-6, 6-3, 1-0 rit. | 58        |
| 26.  | Johanna Konta           | 7       | Canadian Open, Toronto               | Cemento         | 2T    | 5-7, 7-6(4), 6-3   | 42        |
| 27.  | Angelique Kerber (4)    | 3       | Cincinnati Open, Cincinnati          | Cemento         | 2T    | 6-4, 1-6, 7-6(11)  | 39        |
| 28.  | Caroline Wozniacki (1)  | 5       | US Open, New York                    | Cemento         | 2T    | 6-2, 6(5)-7, 6-1   | 40        |
| 2018 |                         |         |                                      |                 |       |                    |           |
| 29.  | Jeļena Ostapenko        | 7       | Sydney International, Sydney         | Cemento         | 1T    | 7-6(3), 6-1        | 33        |
| 30.  | Caroline Wozniacki (2)  | 2       | Torneo di Wimbledon, Londra          | Erba            | 2T    | 6-4, 1-6, 7-5      | 35        |
| 31.  | Karolína Plíšková       | 8       | Connecticut Open, New Haven          | Cemento         | 1T    | 6-1, 6-3           | 49        |
| 32.  | Julia Görges            | 9       | US Open, New York                    | Cemento         | 2T    | 7-6(10), 6-3       | 45        |